# Deepwater (Missouri)
Deepwater – miasto w Stanach Zjednoczonych, w stanie Missouri, w hrabstwie Henry.